# U-440
Unterseeboot 440 foi um submarino alemão do Tipo VIIC, pertencente a Kriegsmarine que atuou durante a Segunda Guerra Mundial.  O seu projeto foi encomendado no dia 5 de janeiro de 1940, sendo construído pela Schichau-Werke em Danzig e lançado ao mar no dia 8 de novembro de 1941. Foi comissionado no dia 24 de janeiro de 1942 pelo Kapitänleutnant Hans Geissler.
O U-440 esteve em operação entre o mês de janeiro de 1942 e maio de 1943, realizando neste período cinco patrulhas de guerra sem ter atacado uma embarcação aliada. Foi afundado por cargas de profundidade  no dia 31 de maio de 1943, causando a morte de todos os 46 tripulantes.

## Características técnicas
O U-440 pertenceu à classe de U-boot Tipo VIIC, uma evolução do Tipo VIIB, possuindo praticamente o mesmo motor e potência, mas era um pouco mais largo e mais pesado, fato este que teve como consequência uma velocidade menor que a do seu antecessor. O primeiro desta classe a ser comissionado foi o U-69 no mês de novembro de 1940, sendo comissionados durante a guerra um total de 568 submarinos.
O seu comprimento era de 67,1 metros, altura total de 9,60 metros e boca de 6,20 metros. A sua profundidade máxima de serviço era de 220 metros. Tinha um deslocamento de 769 metros cúbicos quando estava na superfície e 871 metros cúbicos quando imerso. Era movido por duas hélices com três pás cada, com 1,62 m de diâmetro, sendo direcionado por um leme duplo.

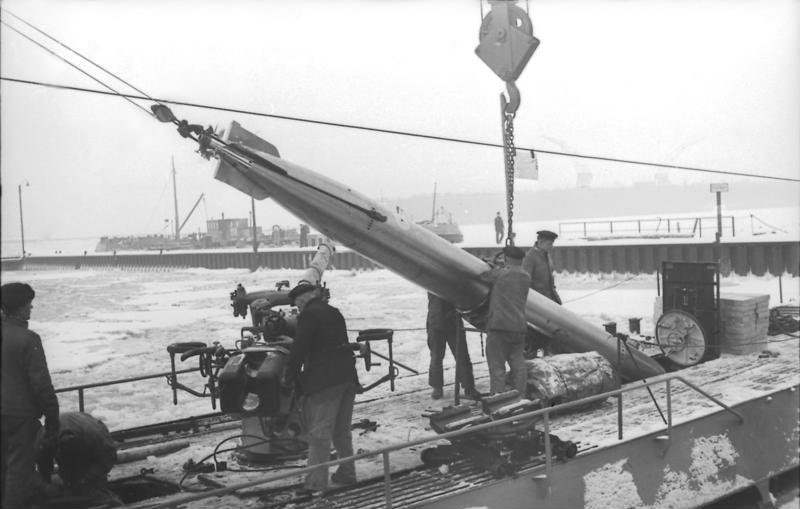
Reposição de torpedos e Canhão de 88 mm.

Era propulsionado por dois motores diesel de seis cilindros de 1 400 cv, alcançando 470-490 rpm. Tinha capacidade máxima de 113 toneladas de combustível em seus tanques, sendo também enchidos os tubos de torpedos números um e três com combustível, passado posteriormente para os tanques de combustível conforme o nível baixava.
Possuía também dois motores elétricos AEG com 375 cv cada, alcançando 295 rpm. Dois grupos de baterias elétricas com 62 células movimentavam estes motores elétricos, que tinham capacidade de gerar 9 160 A.h.
O U-440 tinha uma autonomia de 8 500 milhas (15 742 km) a uma velocidade de 10 nós (18,5 km/h) estando na superfície; já numa velocidade de 17 nós a sua autonomia caía para 3 450 milhas. Quando combinados os motores elétricos e a diesel, podia alcançar 9 400 milhas numa velocidade de 10 nós.
Estando submerso, apenas os motores elétricos podiam ser usados, pelo fato de os motores a diesel consumirem o oxigênio do ar. Quando numa velocidade de 4 nós tinha um alcance de 80 milhas, já numa velocidade de 2 nós tinha uma alcance de 120 milhas.
Era equipado com cinco tubos lança-torpedos, estando quatro na proa e um na popa, tendo uma dimensão de 53,3 centímetros de alma e podendo levar 14 torpedos por patrulha. Já em seu convés possuía um canhão de 88 mm usado para ataques na superfície, levando 250 munições para o mesmo. A sua metralhadora antiaérea era de calibre 20 mm, carregando 4 380 cartuchos.

## Comandantes
O U-440 teve dois comandantes, sendo o primeiro deles o Kapitänleutnant Hans Geissler, que assumiu o comando deste submarino no dia 24 de janeiro de 1942 e permaneceu até o dia 19 de maio de 1943, realizando neste período quatro patrulhas de guerra num total de 137 dias. Após a saída de Geissler, quem assumiu o comando foi o Oberleutnant zur See Werner Schwaff no dia 20 de maio de 1943, o qual realizou uma patrulha de guerra, permanecendo seis dias no mar até ser afundado no dia 31 de maio de 1943.
| Comandante           | Data                                       |
| -------------------- | ------------------------------------------ |
| Kptlt. Hans Geissler | 24 de janeiro de 1942 - 19 de maio de 1943 |
| Oblt. Werner Schwaff | 20 de maio de 1943 - 31 de maio de 1943    |

## Operações

### Primeira patrulha de guerra
O U-440, sob comando de Hans Geissler, saiu em sua primeira patrulha de guerra a partir da base de Kiel no dia 1 de setembro de 1942. No dia 12 de setembro de 1942 se juntou a operação Pfeil, operação esta que reuniu 11 U-Boots, mas ficou somente até o dia 14 de setembro. Retornou para a base de Kiel no dia 21 de setembro, terminando a sua primeira patrulha após ter permanecido 21 dias no mar.

### Segunda patrulha de guerra
Iniciou a segunda patrulha de guerra ao sair da base de Brest no dia 19 de outubro de 1942. Se juntou na operação Streitaxt, que contou com a participação de 10 U-Boots, e permaneceu até o dia 2 de novembro de 1942, quando esta operação foi dispersada. Dois dias depois participou da operação Delphin, que contou com a participação de nove U-Boots e durou dez dias, mas deixou a operação já no dia seguinte, retornando para a base de Brest no dia 13 de novembro de 1942 após ter permanecido no mar por 26 dias.

### Terceira patrulha de guerra
Saiu em sua terceira patrulha de guerra no dia 12 de dezembro de 1942 a partir da base de Brest. Participou da operação Spitz quanto esta foi formada no dia 22 de dezembro de 1942 e permaneceu até quando foi dispersada no dia 31 de dezembro do mesmo ano. A operação contou com a participação de 11 U-Boots, dentre os quais, o U-356 (comandante Günther Ruppelt) foi afundado. Retornou para a base de Brest no dia 26 de janeiro de 1943 após uma patrulha que durou 46 dias.

### Quarta patrulha de guerra
Saiu em sua quarta patrulha de guerra no dia 27 de fevereiro de 1943 a partir da base de Brest, indo em direção ao Atlântico Norte. No dia 6 de março participou da operação Neuland que já estava em andamento deste o dia 4 de março. A operação envolveu 22 U-Boots e foi responsável pelo afundamento de 5 navios (24 466 tons) e outros dois navios foram danificados (12 661 tons) sofrendo a perda do U-444 (Albert Langfeld). O U-440 permaneceu na operação até o dia 13 de março quando a operação foi dispersada.
No dia seguinte teve inicio a operação Dränger, tendo participado desta operação um total de 11 U-Boots. A operação foi responsável pelo afundamento de 3 navios aliados (20 718 tons), sendo dispersada no dia 20 de março de 1943. No dia 21 de março entrou na operação Seewolf que contou com a participação de 19 U-Boots, sendo dispersada no dia 29 de março de 1943.
Entrou na base de St. Nazaire no dia 11 de abril de 1943, após ter permanecido em patrulha por 44 dias, sendo esta a última patrulha de Hans Geissler.

### Quinta patrulha de guerra
Werner Schwaff assumiu o comando do U-440 no dia 20 de maio de 1943 e saiu em patrulha com este no dia 26 de maio de 1943, sendo esta a quinta a última patrulha do U-440. Foi atacado por uma aeronave britânica Sunderland (Sqdn. 201/R) apenas seis dias depois de ter deixado a base de St. Nazaire, sendo afundado a noroeste do Cabo Ortegal por cargas de profundidade  causando a morte de todos os 46 tripulantes.

## Subordinação
Durante o seu tempo de serviço, esteve subordinado às seguintes flotilhas:
| Período                                      | Flotilha                                  |
| -------------------------------------------- | ----------------------------------------- |
| 24 de janeiro de 1942 - 31 de agosto de 1942 | 5. Unterseebootsflottille (treinamento)   |
| 1 de setembro de 1942 - 31 de maio de 1943   | 1. Unterseebootsflottille (serviço ativo) |

### Patrulhas
|       | U-Boot               | Partida                 | Partida       | Chegada                | Chegada       | Dias     |
| ----- | -------------------- | ----------------------- | ------------- | ---------------------- | ------------- | -------- |
| 1     | Kptlt. Hans Geissler | 1 de setembro de 1942   | Kiel          | 21 de setembro de 1942 | Brest         | 21 dias  |
| 2     | Kptlt. Hans Geissler | 19 de outubro de 1942   | Brest         | 13 de novembro de 1942 | Brest         | 26 dias  |
| 3     | Kptlt. Hans Geissler | 12 de dezembro de 1942  | Brest         | 26 de janeiro de 1943  | Brest         | 46 dias  |
| 4     | Kptlt. Hans Geissler | 27 de fevereiro de 1943 | Brest         | 11 de abril de 1943    | Saint-Nazaire | 44 dias  |
| 5     | Oblt. Werner Schwaff | 26 de maio de 1943      | Saint-Nazaire | 31 de maio de 1943     | afundado      | 6 dias   |
| Total | Total                | Total                   | Total         | Total                  | Total         | 143 dias |

## Operações conjuntas de ataque
O U-440 participou das seguintes operações de ataque combinado durante a sua carreira:
- Pfeil[12] (12 de setembro de 1942 - 14 de setembro de 1942)
- Streitaxt[15] (29 de outubro de 1942 - 2 de novembro de 1942)
- Delphin[16] (4 de novembro de 1942 - 5 de novembro de 1942)
- Spitz[18] (22 de dezembro de 1942 - 31 de dezembro de 1942)
- Neuland[20] (6 de março de 1943 - 13 de março de 1943)
- Dränger[21] (14 de março de 1943 - 20 de março de 1943)
- Seewolf[22] (21 de março de 1943 - 29 de março de 1943)

## Coordenadas
1. ↑  em posição 45° 38' N 13° 04' O
2. ↑  em posição 45° 38' N 13° 04' O